# Snijderskazerne
De Snijderskazerne is een voormalige kazerne in de Nederlandse stad Nijmegen.
De kazerne werd in 1906 geopend en ligt met de gelijkende Krayenhoffkazerne aan de Groesbeekseweg en Gelderselaan. Jan Pieter Koolemans Beijnen ijverde voor de kazernes. Beide kazernes zijn in Hollandse Neorenaissancestijl gebouwd naar ontwerp van Arie Vogelenzang op basis van specificaties van Willem Dudok. De bouw werd uitgevoerd door aannemer Wassink uit Velp. De kazerne werd geopend als Tweede Infanterie Kazerne en werd in 1934 vernoemd naar Cornelis Jacobus Snijders. In 1951 werd het complex, samen met de nabijgelegen Prins Hendrikkazerne en Krayenhoffkazerne, in gebruik genomen door de Luchtmacht Instructie en Militaire Opleidingen School (LIMOS) en vanaf 2002 is het complex een woongebied geworden. Eromheen staat nog het originele hekwerk dat samen met de twee kazernes een rijksmonument is.

## Afbeeldingen

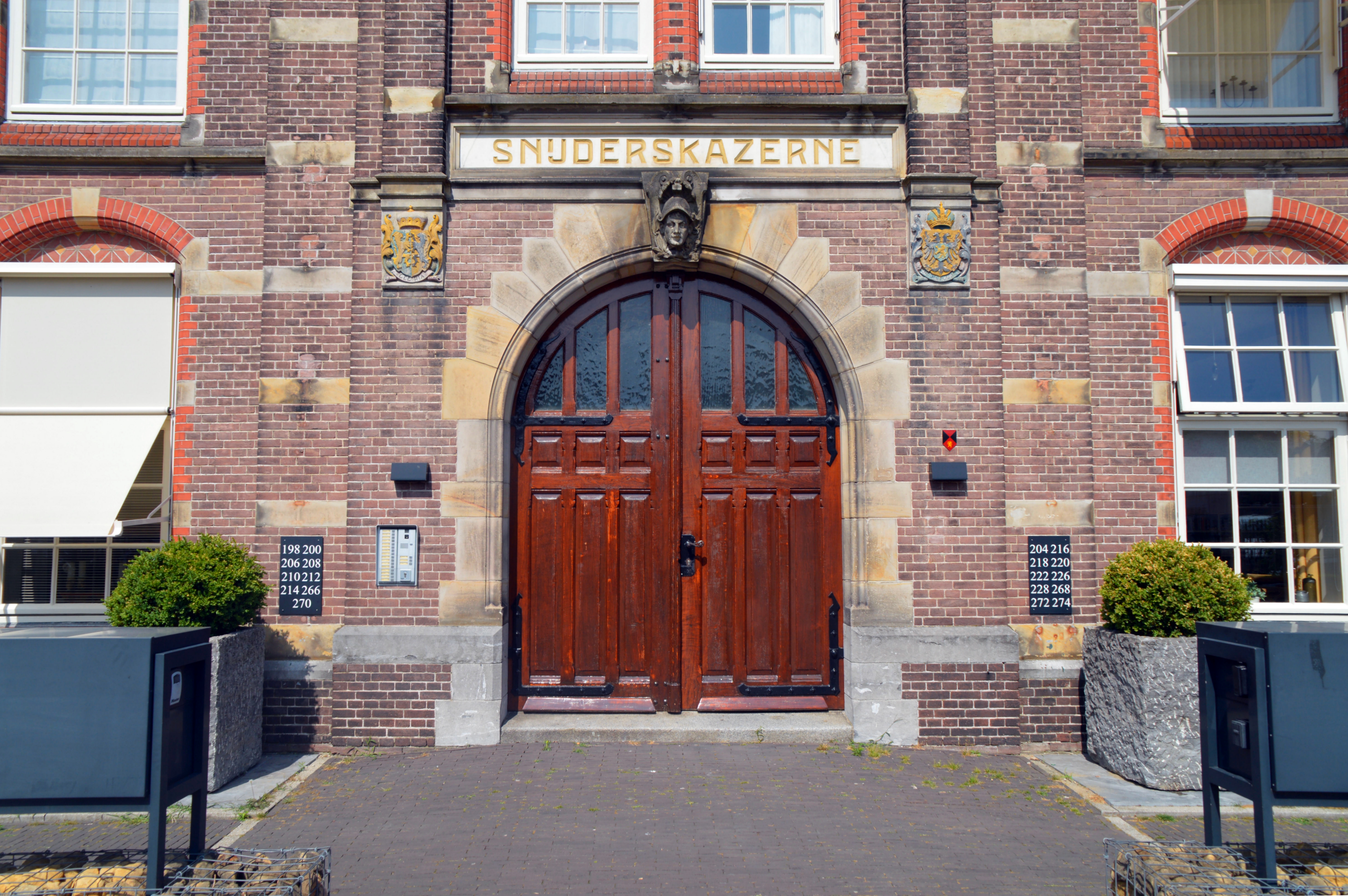
Snijderskazerne ingang
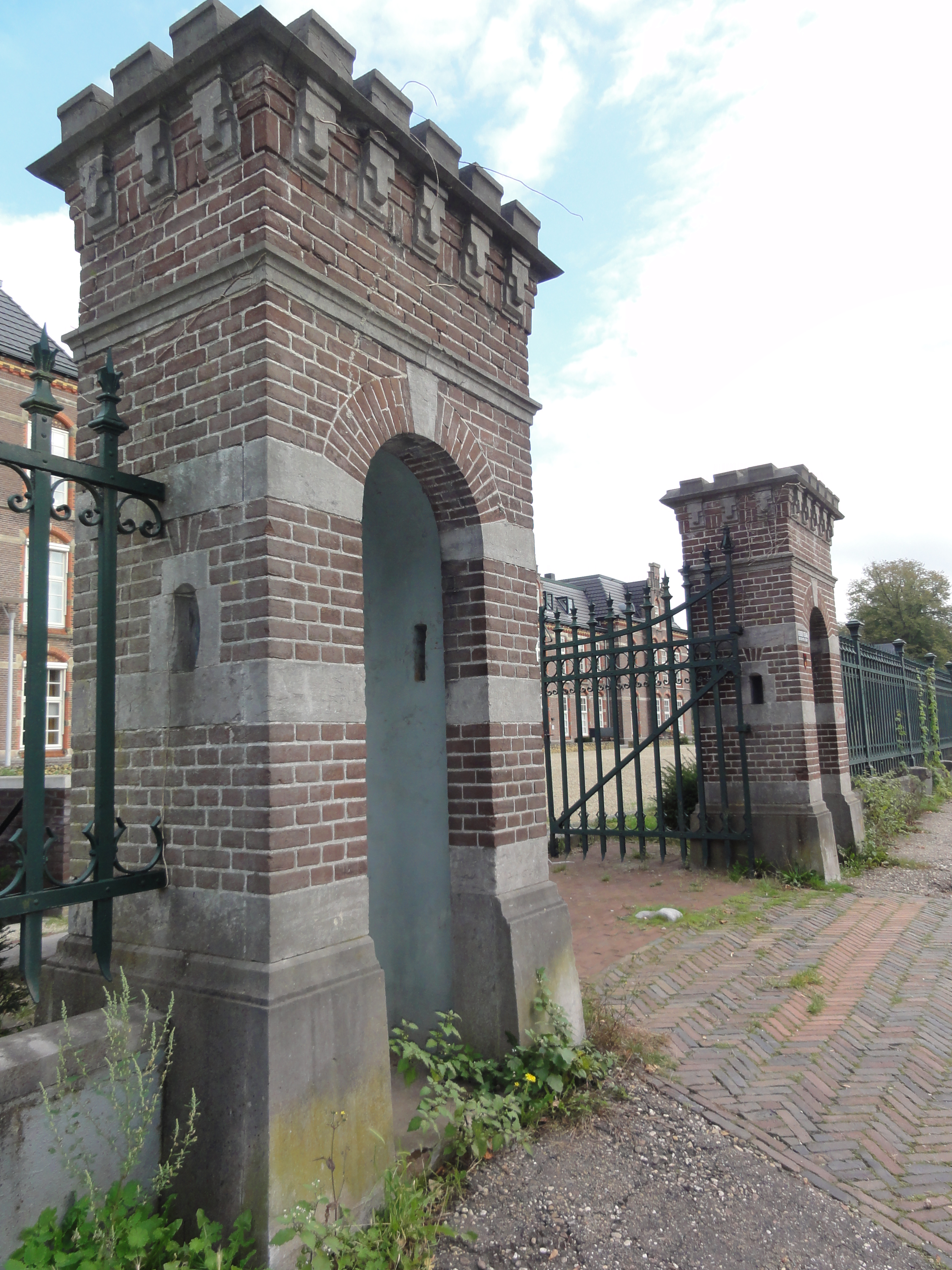
Poort van de Snijderskazerne
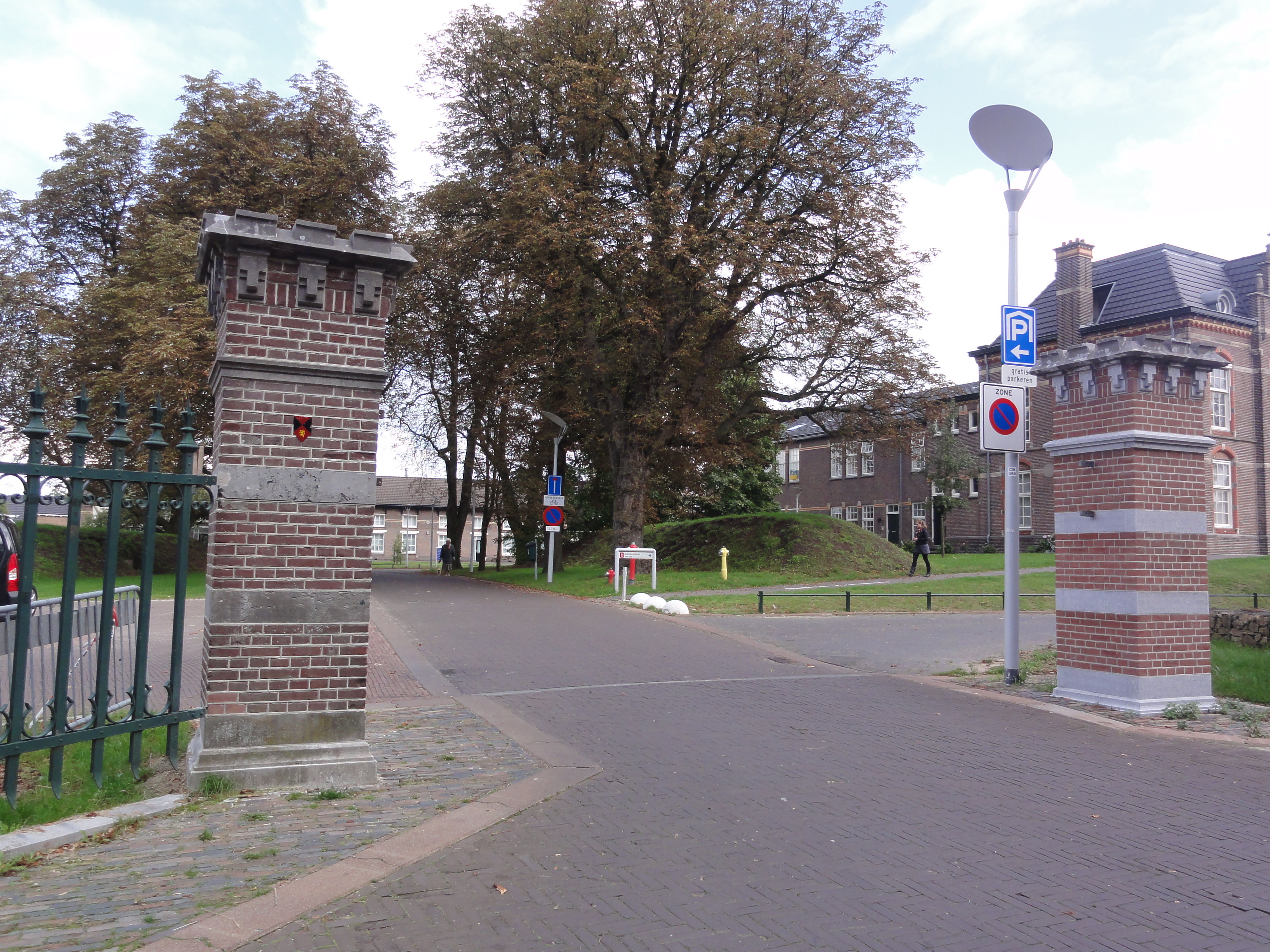
Poort tussen de Krayenhoff- en Snijderskazerne
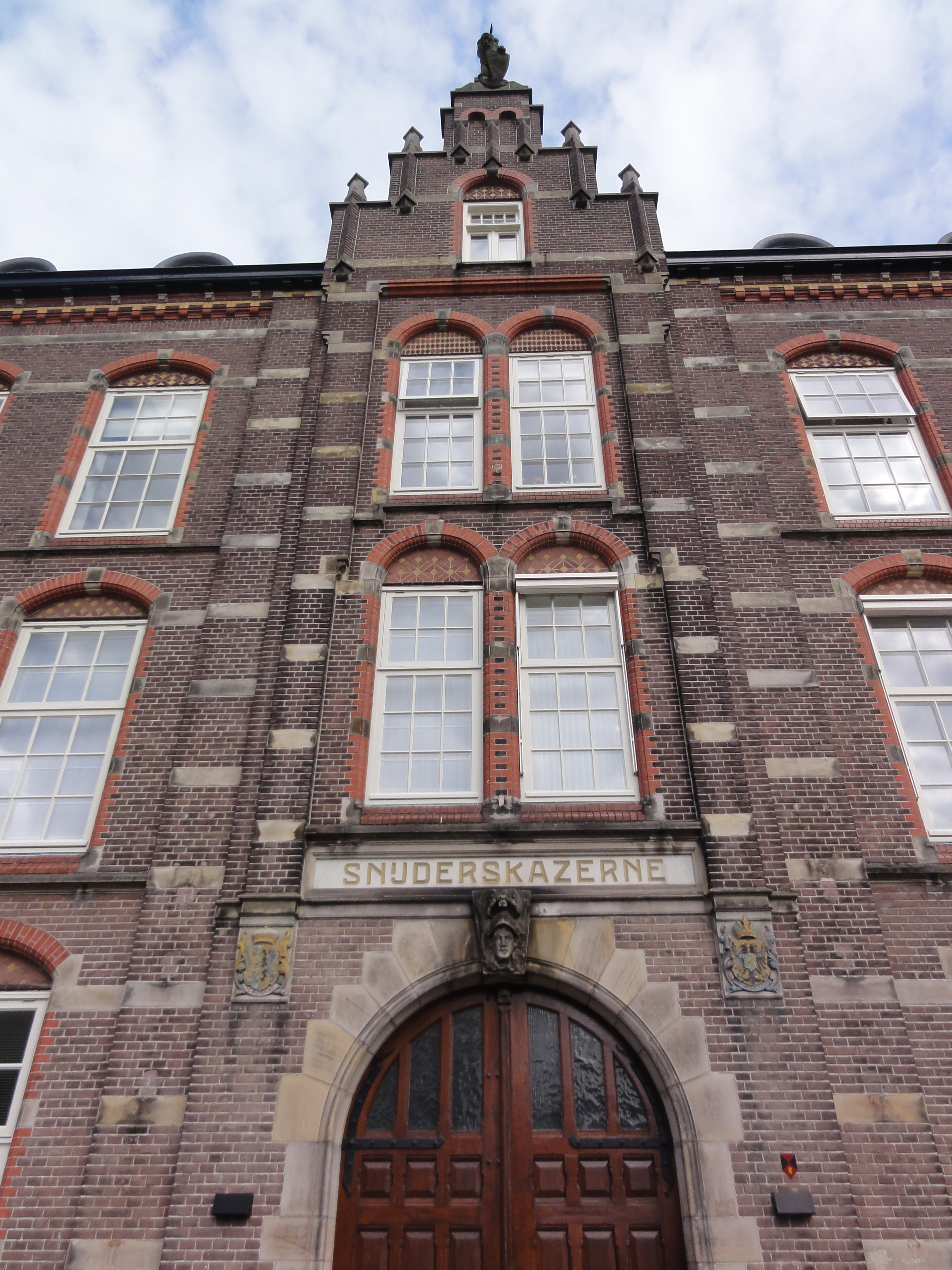
Voorgevel van het hoofdgebouw van de Snijderskazerne
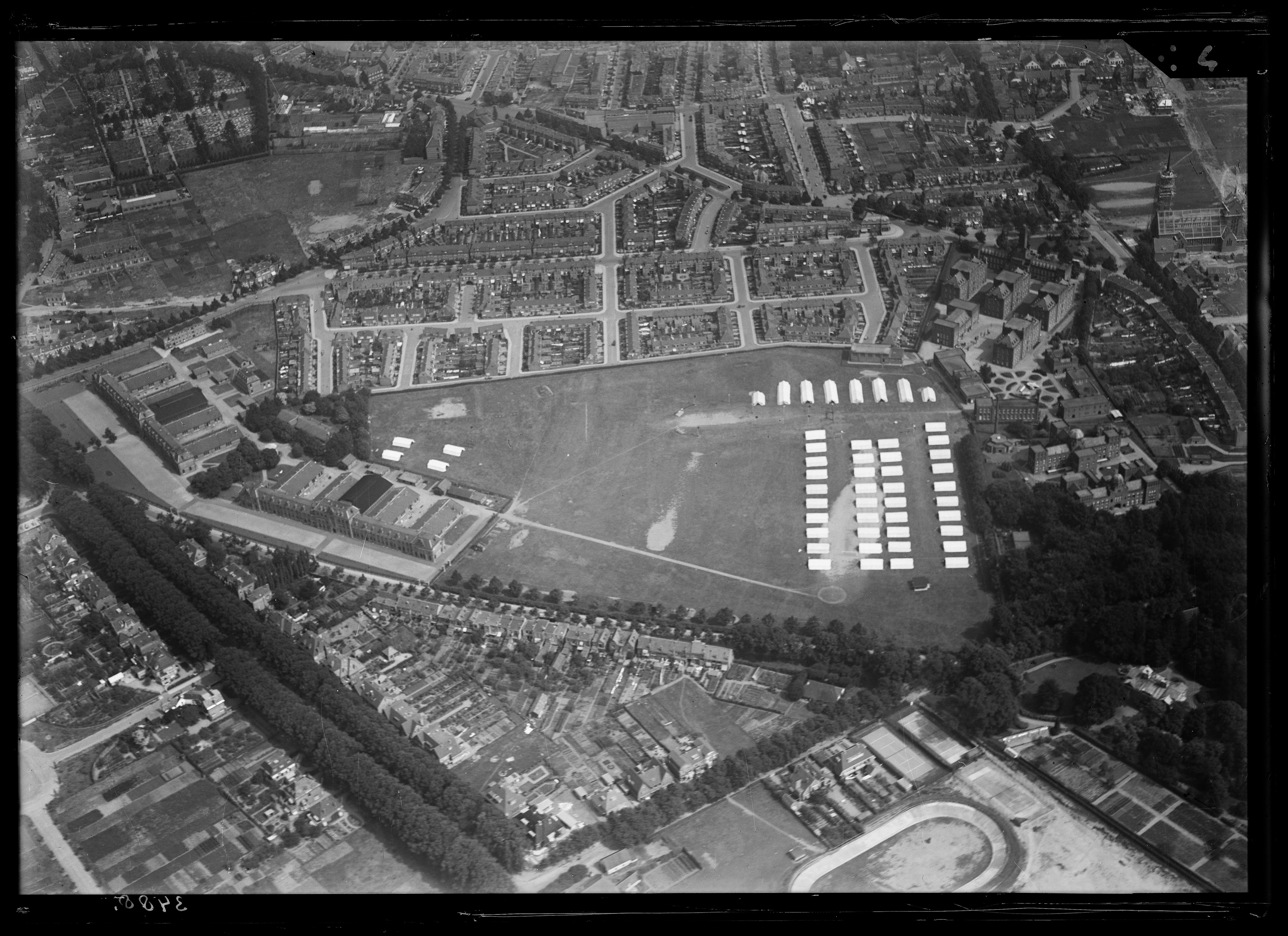
NIMH - 2011 - 0772 - Aerial photograph of Nijmegen, The Netherlands - 1920 - 1940